# Catarina Micaela da Espanha
Catarina Micaela da Espanha (em espanhol: Catalina Micaela; Madrid, 10 de outubro de 1567 — Turim, 6 de novembro de 1597) foi Arquiduquesa da Áustria e Infanta de Espanha por nascimento e Duquesa de Saboia por casamento. Era filha do rei Filipe II de Espanha e de sua terceira esposa Isabel de Valois.
Em 1585 casou-se com Carlos Emanuel I, Duque de Saboia, filho de Emanuel Felisberto, Duque de Saboia e Margarida de Valois, Duquesa de Berry.

## Início da vida

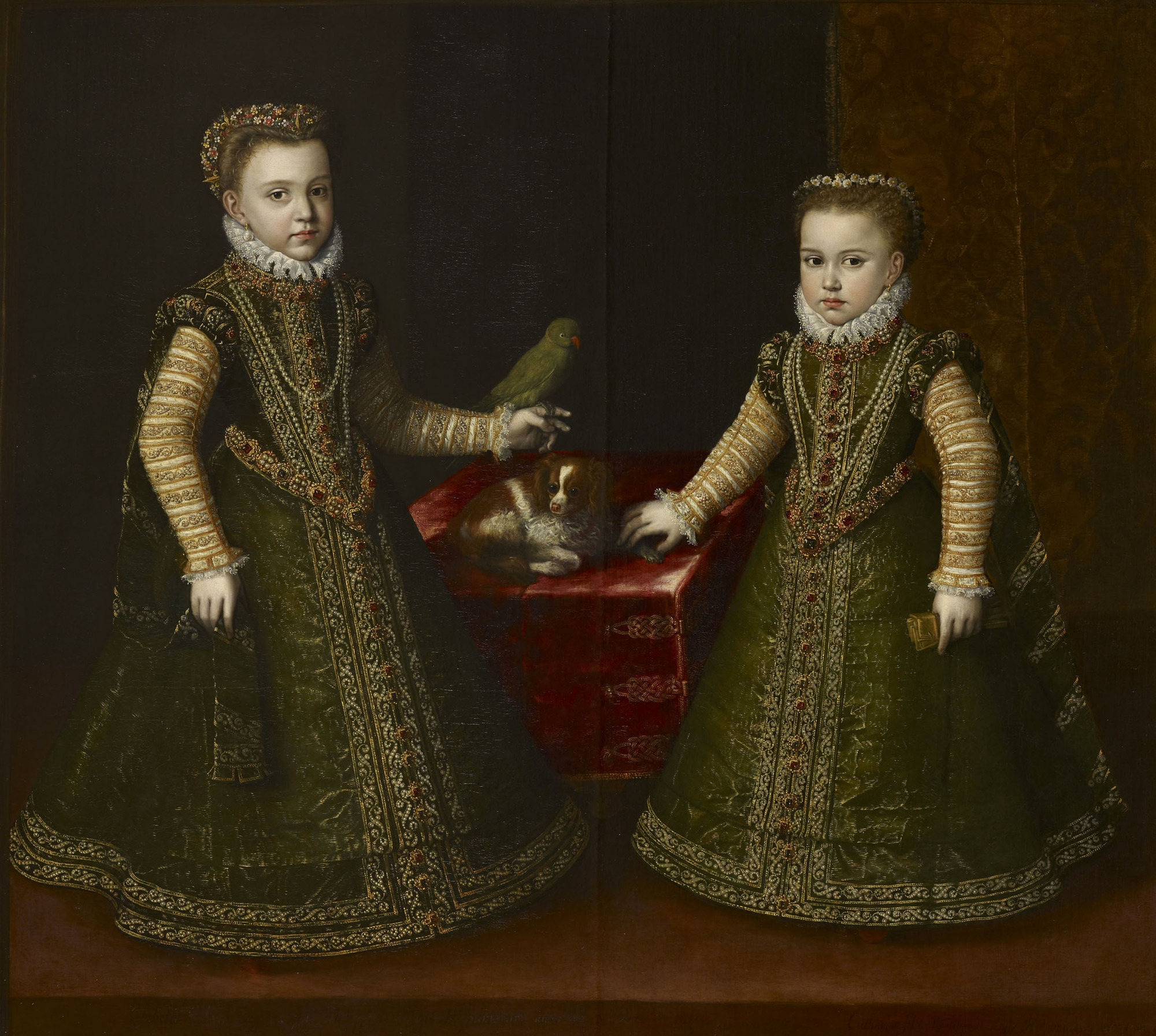
Catarina Micaela e sua irmã, Isabel Clara Eugênia, 1570

Catarina Micaela era filha de Filipe II, governante do vasto Império Espanhol, e sua terceira esposa, a princesa francesa Isabel de Valois. Ela foi descrita como bonita, inteligente, arrogante e bem consciente de seu alto status social. Embora o pai não tenha comparecido ao batizado e não tenha ficado tão feliz com o nascimento de uma filha como ele estivera com sua irmã mais velha, Isabel Clara Eugênia, ela teve um bom relacionamento com ele. Filipe e Catarina Micaela trocaram cartas ao longo de sua vida. Ela teve um relacionamento próximo com a irmã. Eles foram criados sob os cuidados de Margarita de Cardona, a dama de companhia de sua madrasta, Ana da Áustria, e algumas das damas da mãe, como Claude de Vineulx.

## Casamento
O duque Carlos Emanuel I, Duque de Saboia, sugeriu que ele se casasse com Catarina Micaela como forma de obter apoio espanhol para seus planos de expandir Saboia na costa da então enfraquecida França. O casamento ocorreu em Saragoça em 11 de março de 1585 e o casal fez sua entrada em Turim em Saboia em 10 de agosto de 1585.
Catarina Micaela era inicialmente impopular por causa de sua arrogância e tentativas de apresentar pompa espanhola, cerimônia e maneira de se vestir à corte em Turim. No entanto, ela logo ganhou respeito por causa de sua habilidade política e diplomática, usada para defender a autonomia de Saboia contra a Espanha. Ela recusou a oferta espanhola de instalar em Milão uma guarnição espanhola em Turim, com a desculpa de lhe dar um salva-vidas. É relatado que ela teve grande influência sobre Carlos Emanuel I e o reformou para melhor. Ela também serviu como regente várias vezes durante a ausência do duque em campanhas militares, como durante a campanha de Lyon em 1594. Catarina Micaela também beneficiou a vida cultural em Saboia, fundou muitos novos edifícios, incluindo uma galeria de arte. Devido à sua influência, seus filhos foram educados na Espanha.
Catarina Micaela morreu de parto perto do final de 1597. O pai dela morreu no ano seguinte.

## Descendência

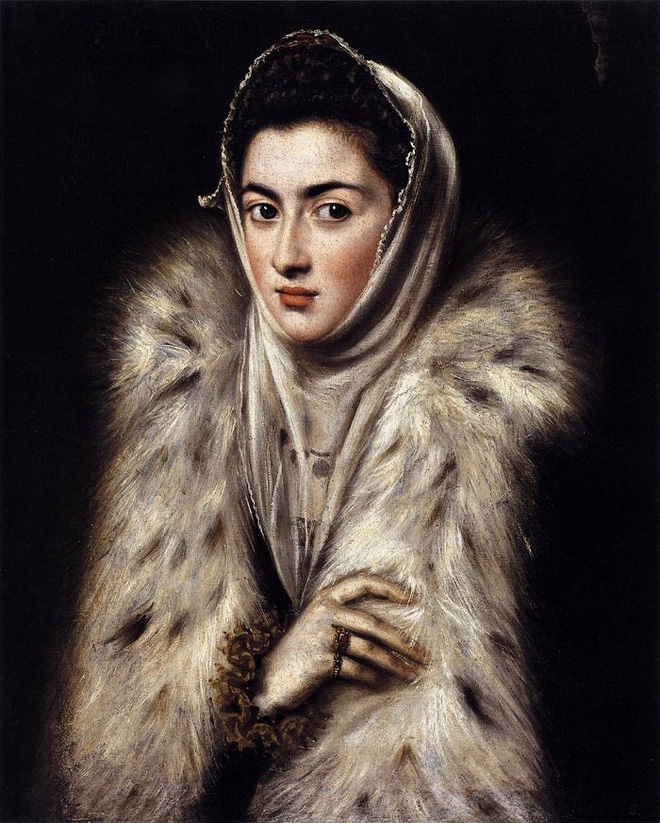
Retrato por Sofonisba Anguissola, c. 1577-1578.

Em 1585, ela se casou com Carlos Emanuel I, Duque de Saboia. Este casamento produziu dez filhos:
- Filipe Emanuel, Príncipe de Piemonte (1586–1605), nunca se casou e nem teve filhos;
- Vítor Amadeu I (1587–1637),[3] casou-se com Cristina da França, com descendência;
- Emanuel Felisberto de Saboia (1588–1624), vice-rei espanhol da Sicília (1622-1624);
- Margarida (1589–1655), casou-se em 1608 com Francisco IV Gonzaga, Duque de Mântua, com descendência;
- Isabel (1591–1626), casou-se em 1608 com Afonso III d'Este, Duque de Módena, com descendência;
- Maurício (1593–1657), cardeal e bispo de Vercelli. Em 1642, sendo há 30 anos cardeal, abandonou a religião e casou-se com sua sobrinha Luísa Cristina, filha de seu irmão, Vítor Amadeu I de Saboia, sem descendência;
- Maria Apolônia (1594–1656), freira em Roma. Tornou-se politicamente forte em Turim após a morte do irmão;
- Francisca Catarina (1595–1640), freira em Biella, chamada Beatriz;
- Tomás Francisco, Príncipe de Carignano (1596–1656), fundador da Casa de Saboia-Carignano e ancestral da antiga família da Itália no poder. Casou-se em 1625 com Maria de Bourbon, Condessa de Soissons, filha de Carlos de Bourbon-Soissons, com descendência;
- Joana (1597), morreu poucas horas após o nascimento.